# Santuario di Miyajidake

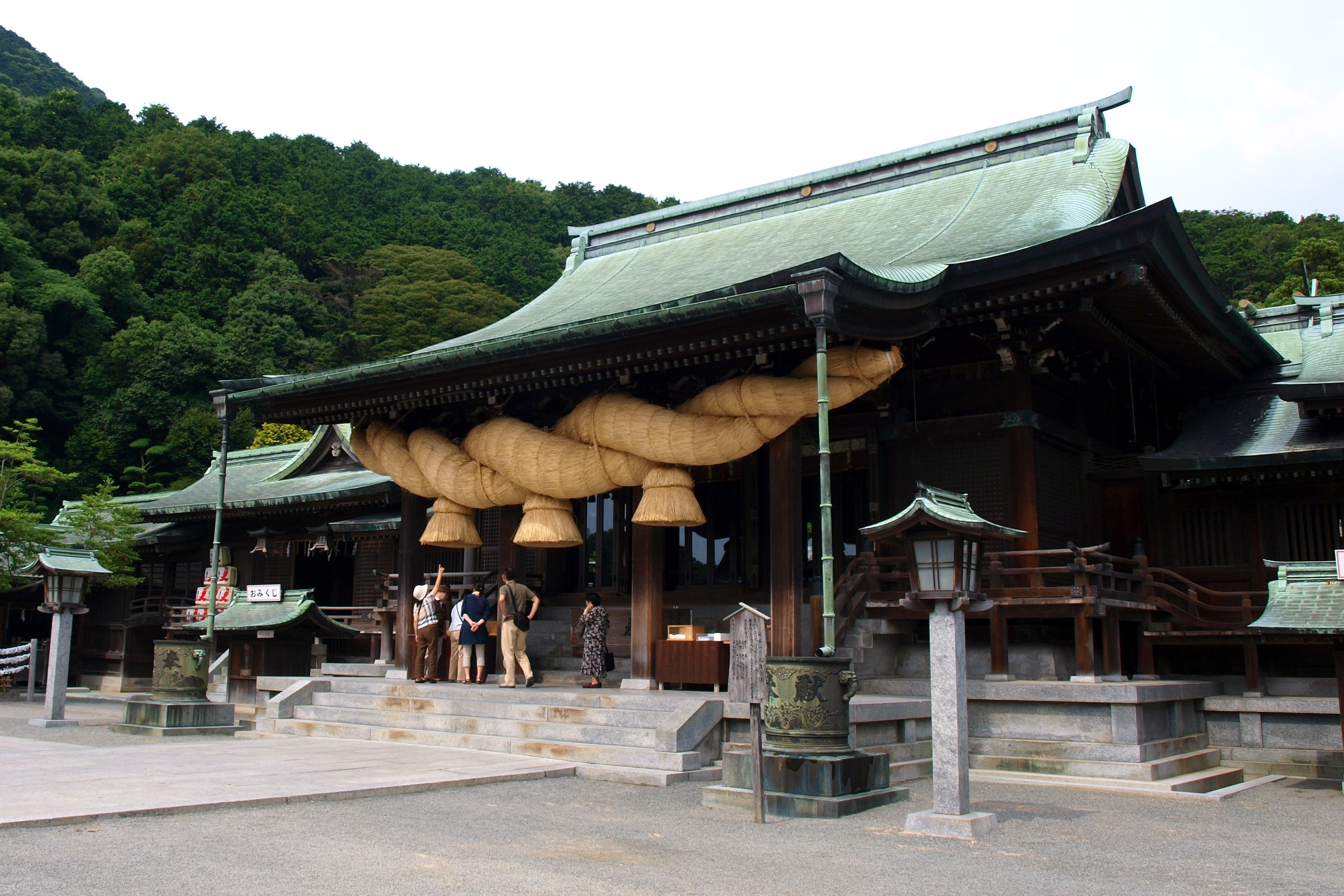
Santuario di Miyajidake

Il santuario di Miyajidake (宮地嶽神社?, Miyajidake Jinja) è un tempio shintoista che si trova nella città di Fukutsu (prefettura di Fukuoka), nell'isola di Kyūshū (Giappone).
Vi si venerano in particolare l'Imperatrice Jingū e i Kami Katsumura (勝村大神) e Katsuyori (勝頼大神), che sono le tre principali divinità della terra, che aiutano i fedeli negli affari, nella sicurezza stradale e nella sicurezza in casa.
Si recano a pregare in questo santuario numerosi fedeli e pellegrini da tutto il Giappone.
Nel tempio si trova la più grande shimenawa (cioè una corda di paglia di riso intrecciata che indica la santità e la sacralità di un luogo o di un oggetto) di tutto il Giappone, 13,5 metri di lunghezza, 2,5 metri di diametro e 5 tonnellate di peso. 
Nel recinto del tempio si trovano anche la campana e il tamburo rituali più grandi del Giappone.
Dietro il santuario si trova una tomba Kofun lunga 23 metri con una base di pietre di 5 metri di altezza e di spessore, nella quale sono stati trovati attrezzi, tesori e armi; alcuni di questi pezzi sono stati dichiarati patrimonio nazionale.
Nella festa d'autunno, dal 21 al 23 settembre, si prega per un buon raccolto e per una buona pesca durante l'anno, e si fa una processione fino al mare in costume tradizionale.

## Accesso
- JR Kyushu, ■ Linea principale Kagoshima, Stazione di Fukuma,  Uscita Miyajiguchi (25 minuti a piedi (distanza di 2 km)[1])